# Picon Garros
Le Picon Garros (surnommé le Picon) est un sommet des Pyrénées françaises situé dans le Comminges en Haute-Garonne (région Occitanie). Son altitude est de 631 mètres.

## Géographie
Le Picon Garros est situé sur les communes de Gourdan-Polignan et de Seilhan.

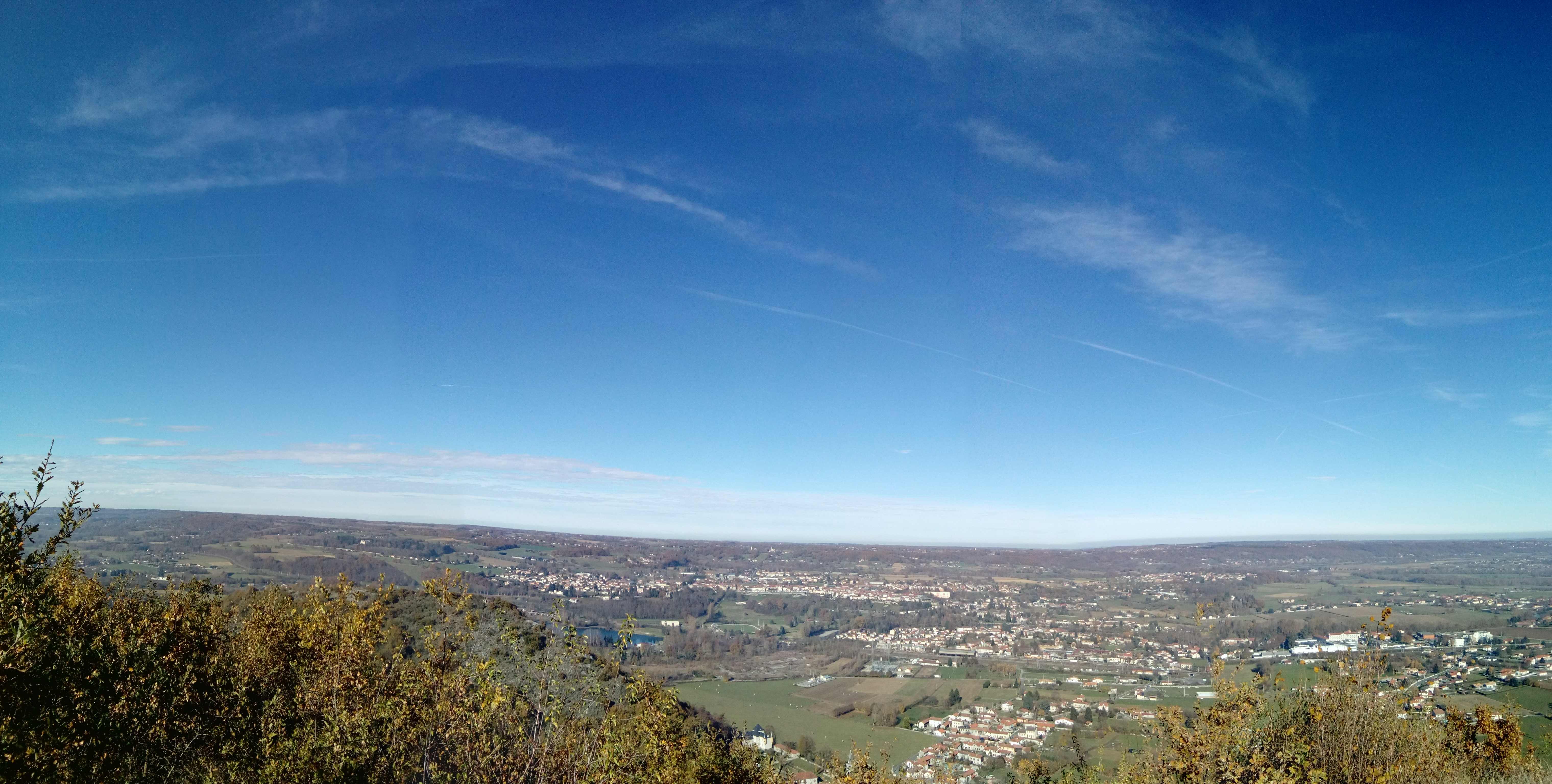
Vue panoramique sur Montréjeau et Gourdan-Polignan.
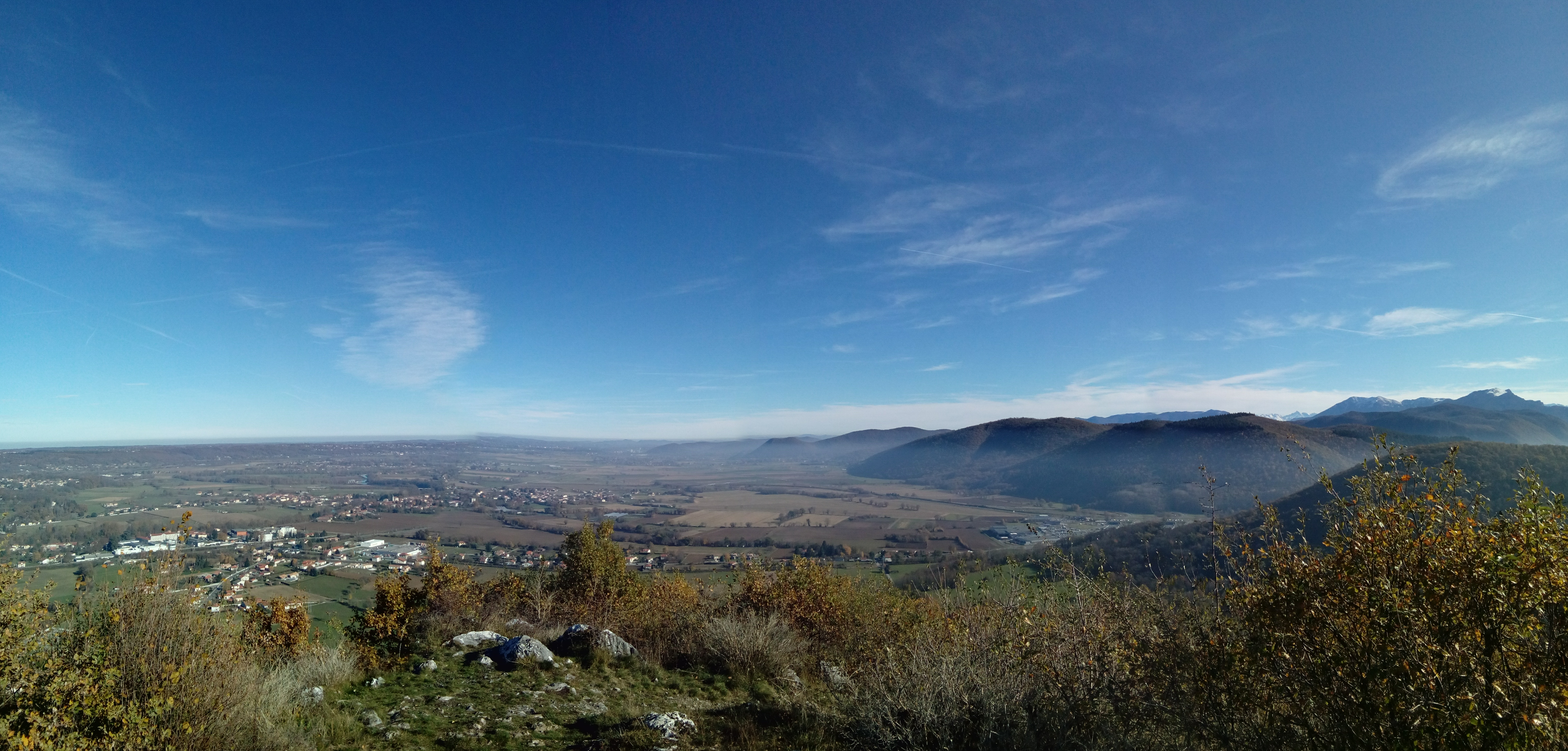
Vue panoramique sur Gourdan-Polignan, Huos.
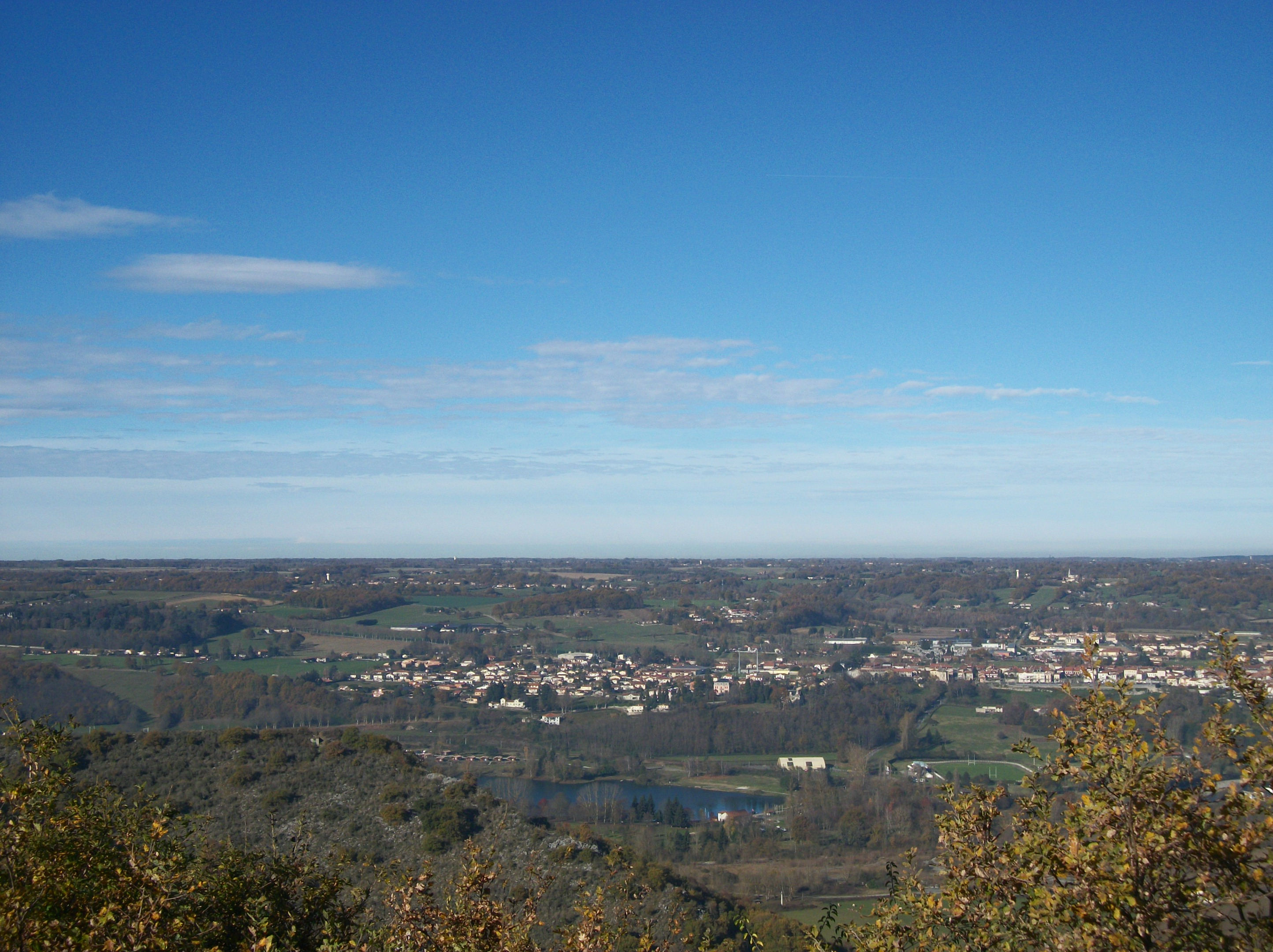
Ville et lac de Montréjeau.
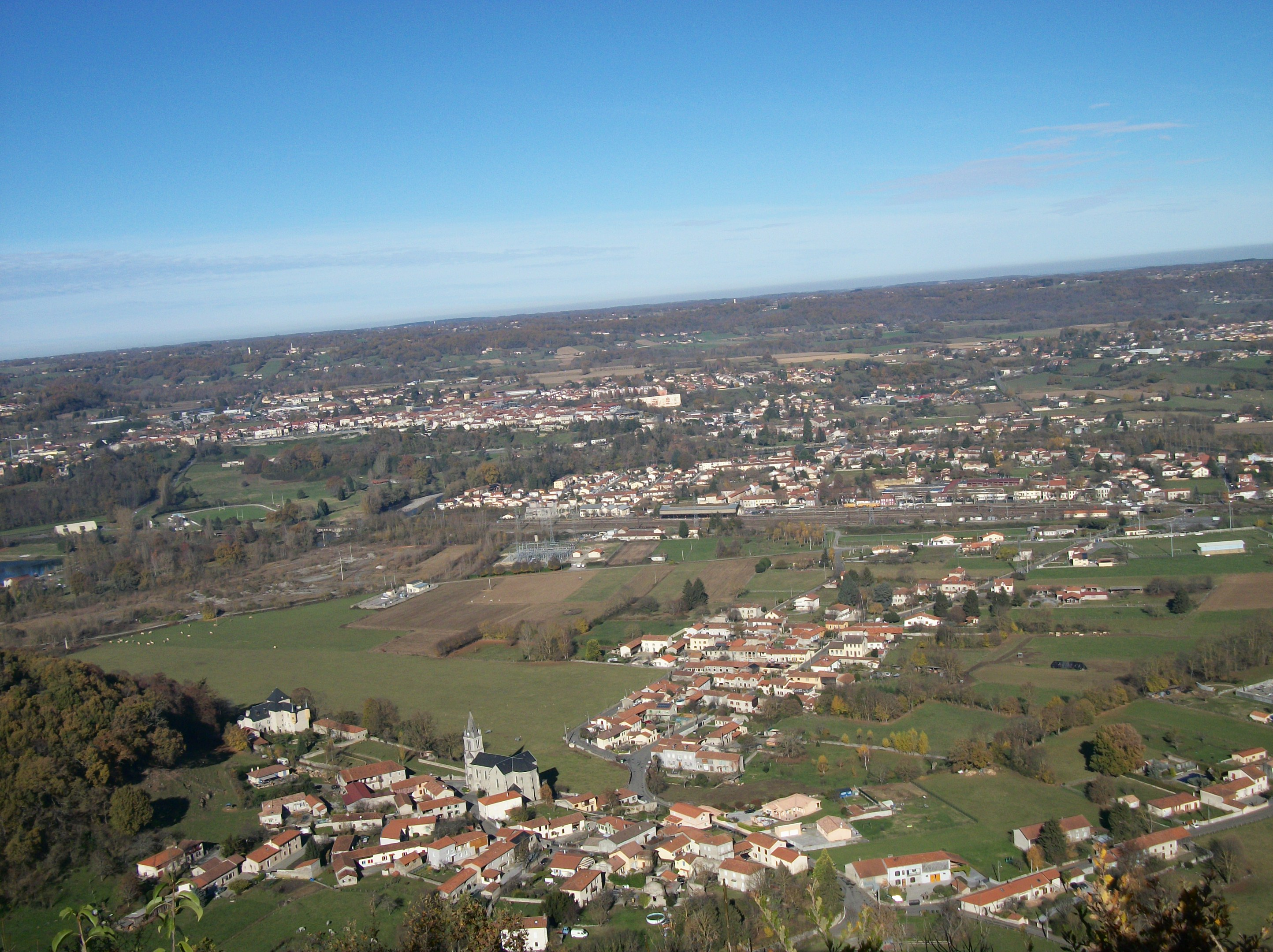
Au premier plan Gourdan-Polignan et en arrière-plan Montréjeau.
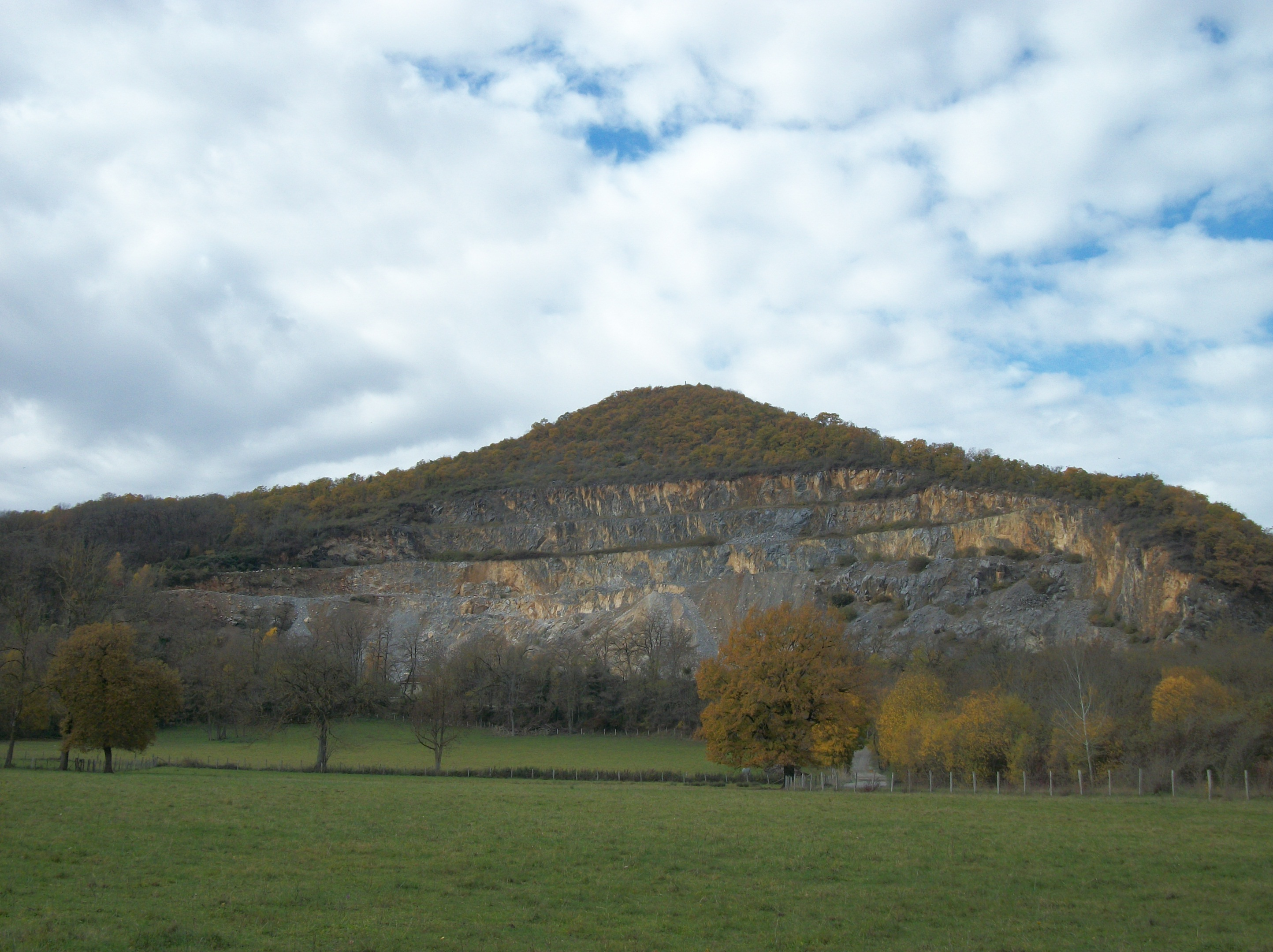
Carrière de calcaire situé au nord-est.

## Histoire

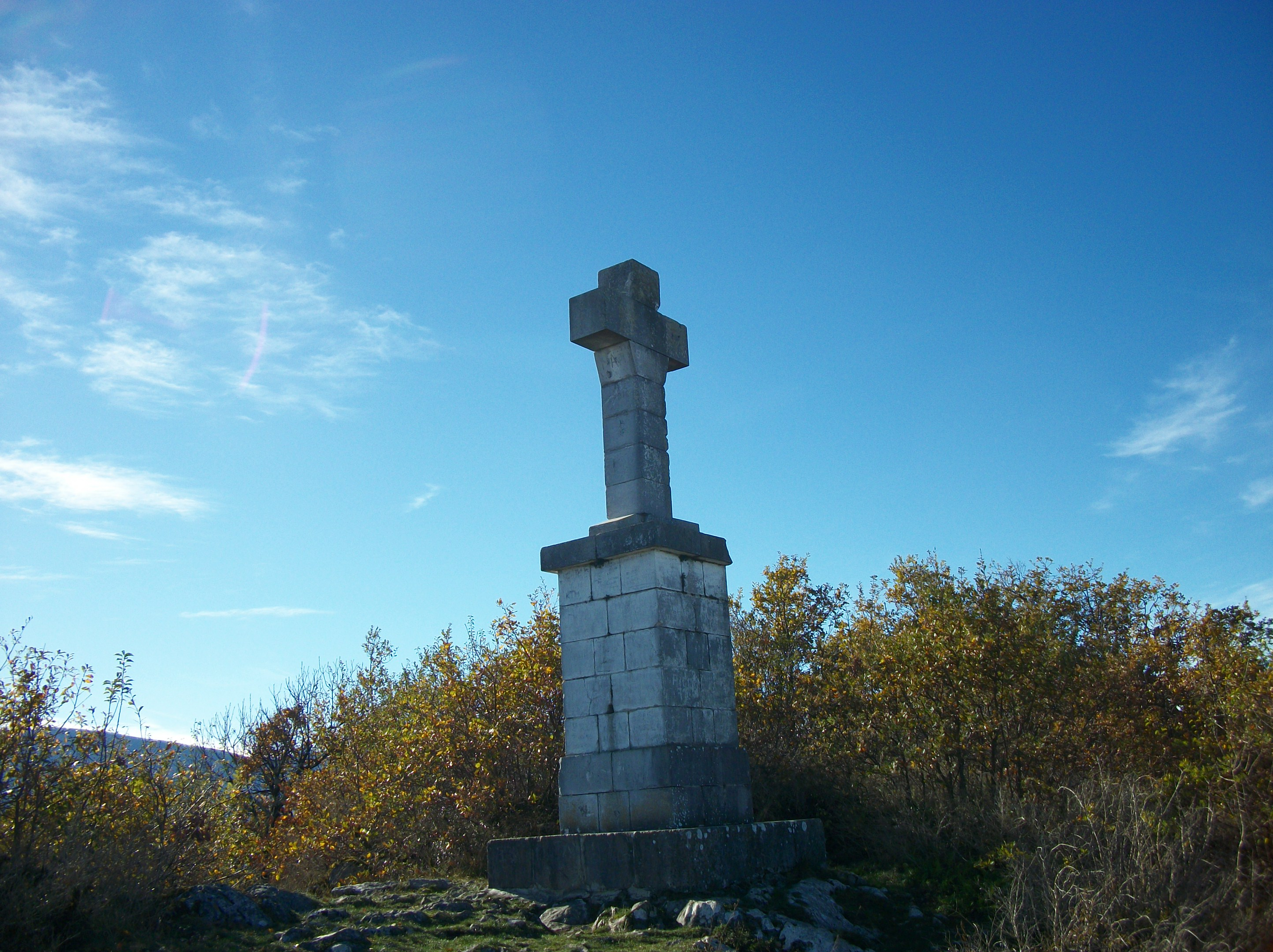
Croix du Picon.

La croix du Picon a été érigée en 1880 à la demande de Jean Cistac, natif de la région et secrétaire particulier du président de la République française Jules Grévy entre 1879 et 1887.
L'école primaire de Gourdan-Polignan a été rebaptisée école du Picon en 2008.

## Protection environnementale
Le site Natura 2000 « chaînons calcaires du Piémont Commingeois », classé en zone spéciale de conservation depuis 2007, avec une superficie de 6 198 hectares, s'étend sur une grande partie du Picon Garros, en excluant les carrières de calcaires au nord-est.
Sur le flanc sud du Picon Garros à Seilhan, se trouve le Genêt hérissé, plante protégée au niveau national.